# Anomis ignobilis
Anomis ignobilis là một loài bướm đêm trong họ Erebidae.